# Tobias Wellemeyer
Tobias Wellemeyer (* 2. September 1961 in Dresden) ist ein deutscher Regisseur und Intendant.

## Leben und Wirken
Wellemeyer wuchs in Dresden auf. Er studierte Theaterwissenschaft in Leipzig und gab sein Regiedebüt 1989 in Dresden. Von 1989 bis 2001 war er als Regisseur am Staatsschauspiel Dresden tätig. Seine Inszenierung Peer Gynt von Henrik Ibsen eröffnete 1995 das sanierte und rekonstruierte Haus des Staatsschauspiels Dresden. Gastinszenierungen führten ihn nach Bonn und Mainz.
Ab 2001 war er Intendant der Freien Kammerspiele Magdeburg, bis er 2004 als Generalintendant in die Gesamtverantwortung für ein neu zu schaffendes Theater Magdeburg berufen wurde, das aus der Fusion der Freien Kammerspiele und des damaligen Theaters der Landeshauptstadt hervorging. Bis 2009 führte er die Geschicke des Magdeburger Dreispartenhauses mit den Spielstätten Oper Magdeburg und Schauspiel Magdeburg und realisierte zahlreiche Inszenierungen im Schauspiel und im Musiktheater. 2009 wurde er mit dem Deutschen Kritikerpreis in der Sparte Theater ausgezeichnet.
Tobias Wellemeyer ist seit 2009 Mitglied der Deutschen Akademie der Darstellenden Künste Bensheim und Vorstandsmitglied der Intendantengruppe im Deutschen Bühnenverein. Von 2009 bis 2018 war er Intendant des Hans Otto Theaters in Potsdam.
Er ist mit der Schauspielerin und Sängerin Andrea Thelemann verheiratet.
Seit der Spielzeit 2018/2019 arbeitet er als freischaffender Regisseur, u. a. in Bregenz, Halle, Koblenz, Berlin, Heilbronn und Weimar.

## Inszenierungen (Auswahl)
- Kampf des Negers und der Hunde von Bernard-Marie Koltès, Dresden 1991
- Die Frau vom Meer von Henrik Ibsen, Dresden 1993
- Peer Gynt von Henrik Ibsen (Wiedereröffnungsinszenierung des Staatsschauspiels), Dresden 1995
- La Musica Zwei von Marguerite Duras, Dresden 1995
- Kunst von Yasmina Reza, Dresden 1996
- Was sollen wir tun von Tankred Dorst (Uraufführung), Dresden 1997
- Ithaka von Botho Strauß, Dresden 1998
- Macbeth von William Shakespeare, Dresden 1999
- Ein komisches Talent von Alan Ayckbourn (Deutschsprachige Erstaufführung), Dresden 2000
- Die Nacht singt ihre Lieder von Jon Fosse (Deutschsprachige Erstaufführung), Magdeburg 2001
- Die Jüdin von Toledo von Franz Grillparzer, Magdeburg 2003
- Wassa Shelesnowa von Maxim Gorki, Magdeburg 2004
- Süßer Vogel Jugend von Tennessee Williams, Magdeburg 2005
- San Diego von David Greig (Deutschsprachige Erstaufführung), Magdeburg 2006
- La Bohème von Giacomo Puccini, Magdeburg 2006
- Unser halbes Leben von John Mighton (Deutschsprachige Erstaufführung), Magdeburg 2007
- Das letzte Feuer von Dea Loher, Magdeburg 2008
- Don Juan von Molière, Magdeburg 2009
- Die Wildente von Henrik Ibsen, Potsdam 2009
- Das weite Land von Arthur Schnitzler, Potsdam 2010
- Der Turm nach Uwe Tellkamp, Potsdam 2010
- Volpone von Ben Jonson, Potsdam 2011
- Schach von Wuthenow nach Theodor Fontane (Uraufführung), Potsdam 2011
- Krebsstation nach Alexander Issajewitsch Solschenizyn (Uraufführung), Potsdam 2012